# Wojdan Shaherkani
Wojdan Ali Seraj Abdulrahim Shahrkhani (o "Shaherkani"; en árabe: وجدان علي سراج الدين شهرخاني‎;1 de febrero de 1996, La Meca, Arabia Saudita) es una judoka saudí, una de las dos mujeres seleccionadas para representar a Arabia Saudita en los Juegos Olímpicos de Londres de 2012. Fue la primera mujer en representar a Arabia Saudita en los Juegos Olímpicos.

## Trayectoria profesional
Shaherkani se dedicó al judo gracias a su padre, un árbitro de judo. Su primera competencia internacional fueron los Juegos Olímpicos de Londres 2012.

### Juegos Olímpicos de Londres 2012
Shahrkhani fue una de las dos mujeres de Arabia Saudita seleccionadas para competir en los Juegos Olímpicos de Londres 2012 celebrados en Londres, Reino Unido. Compitió en judo en la categoría de +78 kg. La otra mujer saudí seleccionada fue la corredora Sarah Attar de la Universidad de Pepperdine.
Shahrkhani compitió por invitación específica del Comité Olímpico Internacional (COI) ya que no era elegible según los criterios de clasificación internacionales. Las 14 mejores mujeres en cada categoría de peso según las clasificaciones internacionales se clasificaron automáticamente, mientras que 8 mujeres de todas las clases de Asia se clasificaron según las clasificaciones continentales, con un total de 20 plazas adicionales disponibles a través de una invitación especial del COI, ANOC y la IJF. Otros judokas en la competencia habían obtenido cinturones negros en el deporte; Shaherkani solo tenía un cinturón azul (二級 nikyū), dos niveles por debajo de un cinturón negro.
En Arabia Saudí hubo oposición a la idea de que mujeres representaran al país en los Juegos Olímpicos. En última instancia, el gobierno saudí cedió a la presión internacional del deporte y los activistas por los derechos de las mujeres para incluir a las mujeres o enfrentar posibles sanciones. El presidente del COI, Jacques Rogge, dijo sobre la inclusión de Shahrkhani y Attar: "El COI ha estado trabajando muy de cerca con el Comité Olímpico de Arabia Saudita y me complace ver que nuestro diálogo continuo ha llegado a buen término".
El Comité Olímpico de Arabia Saudita decidió no promover la participación de Shahrkhani. También exigieron que ella "se vistiera modestamente, fuera acompañada de un tutor masculino y no se mezclase con hombres" mientras esté en Londres para los Juegos de 2012. Además, su ropa de competición tenía que cumplir con la ley Sharia. El 30 de julio de 2012, Shahrkhani dijo que se retiraría del evento si no se le permitía usar el hiyab durante los combates. Su padre (que suele hablar por ella, en parte porque ella no sabe inglés) aclaró que quería que su hija compitiera y que querían hacer "una nueva historia para las mujeres saudíes", pero que ella no participaría sin un hiyab. Al día siguiente, el COI y la Federación Internacional de Judo anunciaron que se había llegado a un acuerdo sobre un hiyab que ella podría usar.  El diseño acordado fue una cubierta ajustada al estilo de una gorra, en lugar del pañuelo más común que se coloca alrededor del cuello y debajo de la barbilla.
Su primer partido fue en los dieciseisavos de final, que fue eliminatoria, el 3 de agosto, séptimo día de competición en los Juegos Olímpicos. Vestida de blanco, perdió ante la puertorriqueña Melissa Mojica en 82 segundos, duró más que el partido más corto en su categoría de peso, que duró 48 segundos donde Mika Sugimoto de Japón venció a Maria Suelen Altheman de Brasil. Después del partido, dijo a la prensa (en árabe): "Estoy feliz de estar en los Juegos Olímpicos. Lamentablemente, no ganamos una medalla, pero en el futuro lo haremos y seré una estrella por la participación femenina "  También afirmó que, debido a que no estaba acostumbrada a pelear en torneos tan grandes y debido al debate sobre el hiyab, le había resultado difícil concentrarse en la competición. A pesar de esto, aclaró que estaba feliz de haber participado y planeaba seguir practicando judo en el futuro. Aunque su pelea no fue televisada en vivo en ningún canal de televisión saudita local, estaba disponible dentro del Reino en varias redes por satélite que transmitían desde otras partes del mundo árabe.